# Monochamus pentagonus
Monochamus pentagonus är en skalbaggsart som beskrevs av Báguena 1952. Monochamus pentagonus ingår i släktet Monochamus och familjen långhorningar. Inga underarter finns listade i Catalogue of Life.